# Mahjar

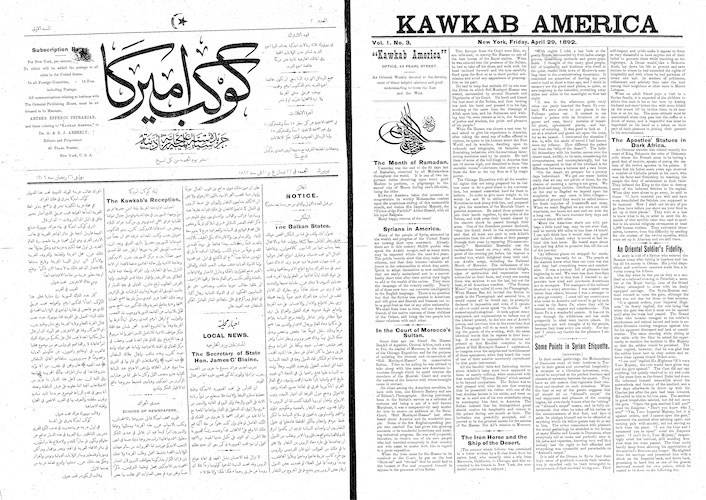
Kawkab America

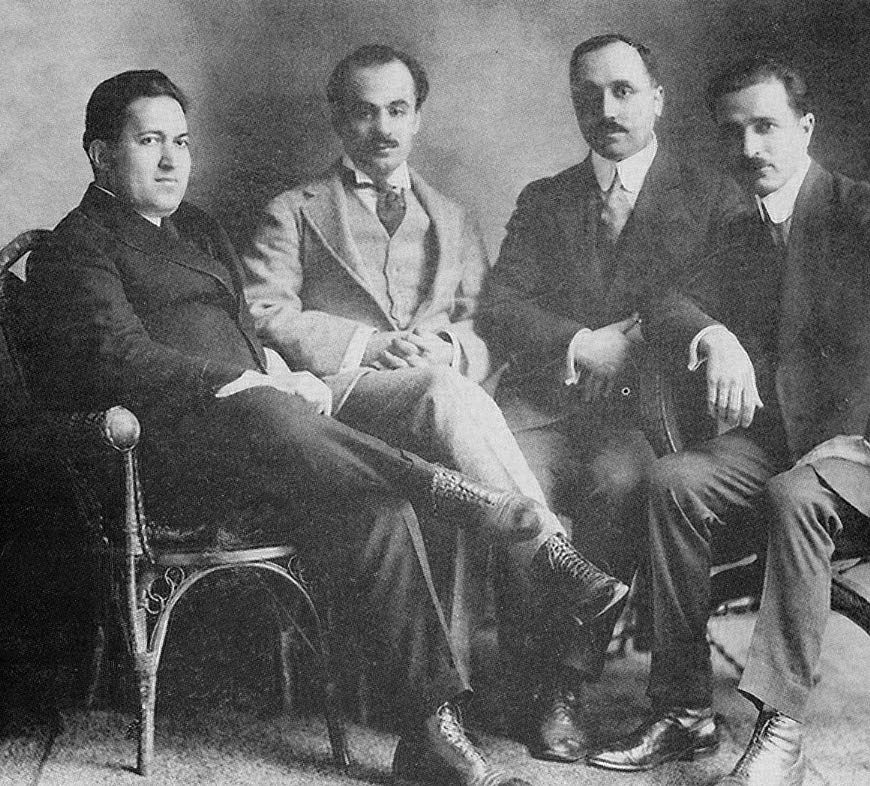
Quatre membres de la Ligue de la plume en 1920 : Nassib Arida, Gibran Khalil Gibran, Abdelmassih Haddad et Mikhail Naimy.

Le Mahjar (en arabe : المهجر / al-mahjar, signifiant dans un sens plus littéral « la diaspora arabe ») est un mouvement littéraire commencé par des écrivains arabophones qui avaient émigré en Amérique depuis le Liban, la Syrie et la Palestine ottomanes au tournant du XXe siècle. Comme leurs prédécesseurs dans le mouvement de la Nahda (ou la « Renaissance arabe »), les écrivains du Mahjar sont stimulés par leur confrontation à l'Occident et participent au renouvellement de la littérature arabe, raison pour laquelle certains de leurs représentants sont parfois qualifiés de « fils de la Nahda ». Khalil Gibran est  le plus influent des poètes du Mahjar (en anglais : Mahjar poets ou Mahjari poets).
Ces écrivains lancent des journaux et des sociétés littéraires en langue arabe dans les régions de New York et Boston pour encourager la poésie et l'écriture, maintenir vivant et enrichir l'héritage culturel arabe. Ainsi, en 1892, le premier journal arabophone américain, Kawkab America, est fondé à New York et est édité jusqu'en 1908, et le premier magazine arabophone, Al-Funoon, fut publié par Nasib Arida à New York de 1913 à 1918. Une association littéraire, la Ligue de la plume ou Pen League (en arabe : الرابطة  ) est créée dans cette même décennie des années 1910,.